# فرانشيسكو باولو بونيفاتشيو
فرانشيسكو باولو بونيفاتشيو (بالإيطالية: Francesco Paolo Bonifacio) ـ (كاستيلاماري دي ستابيا، 3 مايو 1923 ـ روما، 14 مارس 1989) هو سياسي وفقيه قانوني إيطالي. كان من أصغر أساتذة القانون الروماني سنًا في تاريخ جامعة نابولي فيدريكو الثاني (ترك الجامعة بعد انتخابه قاضيًا بالمحكمة الدستورية الإيطالية في فبراير 1963)، كما كان ثامن رئيس للمحكمة الدستورية الإيطالية (فبراير 1973 ـ أكتوبر 1975) ووزيرًا للعدل في وزارتي جوليو أندريوتي الثالثة والرابعة (من فبراير 1976 إلى مارس 1979). عمل أستاذًا للقانون الدستوري بجامعة روما سابيينزا منذ سنة 1979.